# المغارة (شمال سيناء)
المغارة إحدى قرى مركز الحسنة التابع لمحافظة شمال سيناء بجمهورية مصر العربية.